# Helicia peekelii
Helicia peekelii är en tvåhjärtbladig växtart som beskrevs av Lauterbach. Helicia peekelii ingår i släktet Helicia och familjen Proteaceae. Inga underarter finns listade i Catalogue of Life.